# 키시모토 노조미
키시모토 노조미(일본어: 岸本 望 기시모토 노조미[*], 5월 28일 ~ )는 일본의 성우이다. 전 다카라즈카 가극단 쓰키구미 소속 남역이다.
가나가와현 사가미하라시, 사가미 여자대학 고등부 출신이다. 키 170cm, 애칭은 "논짱"이다. 재단 시절 예명은 다카무라 유우키(篁祐希)이다.
소속사는 마우스 프로모션이다.

## 약력
2003년, 다카라즈카 음악학교에 입학하였다.
2005년, 다카라즈카 가극단 91기생으로 입단. 입단 당시 성적은 43등이다. 하나구미 공연 「마라케시 붉은 묘표／엔터 더 레뷰」로 다카무라 유우키(篁祐希)로써 초무대. 그 후, 쓰키구미에 배속되었다.
2012년 4월 22일, 키리야 히로무ㆍ아오노 유키 톱콤비 퇴단공연 「에드워드 8世／Misty Station」 도쿄 공연 천추락을 기해, 다카라즈카 가극단을 퇴단하였다.
퇴단 후에는 키시모토 노조미(岸本望)로 개명하고, 성우로서 활동을 시작했다.

## 재단 시절 주요 무대

### 초무대
- 2005년 3 - 5월, 하나구미 『마라케시 붉은 묘표』『엔터 더 레뷰』 (다카라즈카 대극장)

### 쓰키구미 시절
- JAZZY한 요정들 / REVUE OF DREAMS
- 새벽의 로마 / 레비쥬 브리앙 -반짝이는 보석의 시-
- 파리 하늘보다 높게 / 팬시 댄스
- 달 레이크의 사랑
- MAHOROBA -아득한 저편 YAMATO- / 마술사의 우울
- 미 앤 마이 걸
- 꿈의 부교(浮橋) / Apasionado!!
- 엘리자베트 -사랑과 죽음의 윤무-
- 라스트 플레이 -기도처럼- / Heat on Beat!
- 紫子 -とりかえばや異聞- / Heat on Beat!
- 집시 남작 -Der Zigeuner Baron- / Rhapsodic Moon
- THE SCARLET PIMPERNEL
- 장미나라의 왕자 / ONE -내가 사랑한 것은…-
- 알제의 남자 / Dance Romanesque
- 2012년 2 - 4월, 『에드워드 8세 -왕관을 건 사랑-』 - 조지 맥마흔, 신인공연：마틴 폴슨 (본역：사와키 리즈) 『Misty Station-안개의 종착역-』 퇴단공연